# دست تاریک، دست روشن
دست تاریک، دست روشن کتابی‌ست نوشته هوشنگ گلشیری، که در سال ۱۳۷۴ از سوی انتشارات نیلوفر منتشر شد. چاپ اول شامل پنج داستان کوتاه است. در چاپ‌های بعدی داستان انفجار بزرگ نیز به مجموعه اضافه شد.هر شش داستان، در کتاب نیمه تاریک ماه، مجموعه داستان‌های کوتاه گلشیری که پس از مرگش به چاپ رسید، گردآوری شده است. 
در این داستان‌ها زبانْ استعاری ست و از تعابیر شاعرانه فراوان استفاده شده است. خط داستانی به شیوه‌ای پرپیچ و خم روایت شده و خواننده باید آنها را رمزگشایی کنند. 

## داستان‌ها

### دست تاریک، دست روشن
داستان درباره مردی‌ست به نام «رحمت حاجی‌پور» که با رفیقش، «کاتب»، به روستایی می‌روند. کار رحمت گردآوری قصه‌ها و آیین‌های روستایی‌ست. کاتب به شهر بازمی‌گردد اما رحمت با دختری خانزاده ازدواج می‌کند و در روستا ماندگار می‌شود. اهالی روستا معتقدند حیوانی شبانه به قبرستان روستا می‌رود و اجساد مردگانشان را از قبر بیرون می‌کشد. رحمت پی می‌برد حیوانی درکار نیست و کسی که مرده‌ها را از قبر بیرون می‌کشد زنش، «ماهدخت»، است. مضمون این داستان، از داستان «دختر قاضی» کتاب فرج بعد از شدت گرفته شده است. 

### نقاش باغانی
در اوج موشک‌باران تهران، خانواده‌ای تهرانی به روستایی به نام «باغان» پناه می‌برند. این خانواده عبارت است از مردی داستان‌نویس، همسر و دو فرزندشان، دایی بچه‌ها که مهندس شرکتی‌ست و همسرش به نام مهری که نقاش است. روستای باغان در الموت قرار دارد. قرار است در آنجا مهمان آبدارچی شرکت دایی باشند. نیمه‌شب به باغان می‌رسند و در کلبه‌ای ساکن می‌شوند. صبح روز بعد، متوجه تابلوهای آبرنگی می‌شوند که به در و دیوار کلبه آویزان است. نقاشی‌ها شباهت بسیاری به منظره‌هایی دارد که آنها روز قبل در راه دیده بودند. انگار کسی، سال‌ها پیش، دقیقاً همان چیزی را کشیده که آنها دیده بودند. دیدن این نقاشی‌ها، آرامششان را بر هم می‌زند تا جایی که تصمیم می‌گیرند زودتر به تهران برگردند. راوی، نویسنده، یک بار دیگر به باغان می‌آید و نقاش آن نقاشی‌ها را ملاقات می‌کند. 

### نقشبندان
در داستان نقشبندان راوی و زنش، شیرین، به همراه بچه‌هایشان به اروپا مهاجرت می‌کنند. راوی زنش را طلاق می‌دهد و به ایران برمی‌گردد و شیرین و بچه‌ها در اروپا می‌مانند. بچه‌ها بزرگ می‌شوند، فارسی را فراموش می‌کنند و اروپایی می‌شوند. شیرین تنها می‌ماند. داستان نقشبندان قطعاتی از خاطرات این خانواده در اروپا و ایران است.

### حریف شب‌های تار
در این داستان راوی ماجرای مردی را تعریف می‌کند که زنش را به خانه پدر زن و مادرزنش می‌فرستد و در آبگوشت سم می‌ریزد و خود و دختر و پسرش را می‌کشد. وقتی زن به خانه برمی‌گردد با جسد خانواده‌اش مواجه می‌شود. خود راوی، مردی‌ست که در حیاط خانه با همسایه‌اش که یک دست دارد تخته بازی می‌کند. کمی بعد، راوی برای سر زدن به اهل خانه داخل می‌رود. همه به خواب رفته‌اند و وقتی آینه را جلوی دهانشان می‌گیرد می‌بیند آینه کدر نمی‌شود. مرد به حیاط برمی‌گردد و به بازیش با همسایه ادامه می‌دهد.

### خانه روشنان
در این داستان، نویسنده‌ای در غربت خودکشی می‌کند. او پیش از مرگ تمام نوشته‌هایش را می‌سوزاند. این داستان، شباهت‌هایی با مرگ صادق هدایت دارد.

### انفجار بزرگ
پیرمردی که قادر به راه رفتن نیست،آرزوی رقصیدن را در سر دارد. یک روز با خودش تصمیم می‌گیرد حالا که در شهر خبری از «رقصیدن و کوچه‌باغی خواندن و گرفتار طرهٔ زلفی شدن» نیست به این و آن زنگ بزند و شایع کند که قرار است در ساعت پنج عصر زوجی جوان در میدان ونک تهران برقصند. این شایعه زودتر از آنکه فکرش را می‌کند دهان به دهان می‌چرخد. پیرمرد امیدوار می‌شود که شاید این اتفاق ناممکن، ممکن شود. 